# Wyspy Schoutena
Wyspy Schoutena (dawniej Misore, indonez. Kepulauan Schouten) – grupa wysp w Indonezji na Oceanie Spokojnym, u wybrzeża Nowej Gwinei, w pobliżu wejścia do zatoki Cenderawasih. Powierzchnia 3188 km²; ok. 70 tys. mieszkańców.
Główne wyspy: Biak, Numfoor, Supiori. Powierzchnia przeważnie górzysta, wys. do 1034 m n.p.m. Uprawa palmy kokosowej, rybołówstwo. 
Administracyjnie należą do prowincji Papua.
Odkryte przez holenderskiego żeglarza W.C. Schoutena w 1616 r.